# Вест Питстон (Пенсилванија)
Вест Питстон (енгл. West Pittston) град је у америчкој савезној држави Пенсилванија.

## Демографија
По попису из 2010. године број становника је 4.868, што је 204 (-4,0%) становника мање него 2000. године.
| Група             | 2000.         | 2010.         |
| Белци             | 5.033 (99,2%) | 4.689 (96,3%) |
| Афроамериканци    | 5 (0,1%)      | 37 (0,8%)     |
| Азијати           | 2 (0,0%)      | 20 (0,4%)     |
| Хиспаноамериканци | 12 (0,2%)     | 74 (1,5%)     |
| Укупно            | 5.072         | 4.868         |